# 中段閃爍
中段閃爍（Central Flash），是背景星光通過有大氣層的星體所產生的一稱閃光現象。掩星時觀測這種現象的出現情況可以了解星體（主要是太陽系內的行星、衛星、矮行星、小行星）是否存有大氣？若有，它的厚薄及濃度。